# Volta Ciclista a Catalunya 1979
La Volta Ciclista a Catalunya 1979, cinquantanovesima edizione della corsa, si svolse in sette tappe, la seconda e l'ultima suddivise in 2 semitappe, precedute da un prologo, dal 5 al 12 settembre 1979, per un percorso totale di 1257,0 km, con partenza e arrivo nei pressi di Sitges. La vittoria fu appannaggio dello spagnolo Vicente Belda, che completò il percorso in 35h58'45", precedendo il connazionale Pere Vilardebó e il francese Christian Jourdan.

## Tappe
| Tappa  | Data         | Percorso                                                | km     | Vincitore di tappa     | Leader cl. generale |
| ------ | ------------ | ------------------------------------------------------- | ------ | ---------------------- | ------------------- |
| Pr.    | 5 settembre  | Sitges > Sitges (cron. individuale)                     | 4,2    | Giuseppe Saronni       | Giuseppe Saronni    |
| 1ª     | 6 settembre  | Sitges > El Vendrell                                    | 182,9  | Pere Vilardebó         | Giuseppe Saronni    |
| 2ª-1   | 7 settembre  | El Vendrell > Barcellona                                | 80,1   | Ottavio Crepaldi       | Eulalio García      |
| 2ª-2   | 7 settembre  | Premià de Dalt > La Garriga                             | 87,8   | Giuseppe Saronni       | Eulalio García      |
| 3ª     | 8 settembre  | La Garriga > Manresa                                    | 161,9  | José Luis López Cerrón | Eulalio García      |
| 4ª     | 9 settembre  | Àger > Estany de Sant Maurici                           | 198,8  | Josef Fuchs            | Ángel Arroyo        |
| 5ª     | 10 settembre | La Pobla de Segur > Coll de Pal                         | 206,7  | Ricardo Zúñiga         | Vicente Belda       |
| 6ª     | 11 settembre | Bagà > Alt del Mas Nou                                  | 170,2  | Christian Jourdan      | Vicente Belda       |
| 7ª-1   | 12 settembre | Castell-Platja d'Aro > Tossa de Mar (cron. individuale) | 28,2   | Lucien Van Impe        | Vicente Belda       |
| 7ª-2   | 12 settembre | Tossa de Mar > Sitges                                   | 136,2  | Jesús Suárez Cueva     | Vicente Belda       |
| Totale | Totale       | Totale                                                  | 1257,0 |                        |                     |

## Squadre e corridori partecipanti
| N.    | Cod. | Squadra               |
| ----- | ---- | --------------------- |
| 1-8   | ---  | Scic-Bottecchia       |
| 11-18 | ---  | Novostil-Helios       |
| 21-28 | ---  | Splendor-Euro Soap    |
| 31-38 | ---  | Moliner-Vereco        |
| 41-48 | ---  | KAS-Campagnolo        |
| 51-58 | ---  | Teka                  |
| 61-68 | ---  | La Redoute-Motobécane |
| 71-78 | ---  | Manzaneque-CR-Tam     |
| 81-88 | ---  | Transmallorca-Flavia  |

## Dettagli delle tappe

### Prologo
- 5 settembre: Sitges – Cronometro individuale – 4,2 km[1]

Risultati
| Pos. | Corridore        | Squadra | Tempo |
| ---- | ---------------- | ------- | ----- |
| 1    | Giuseppe Saronni | Scic    | 5'16" |
| 2    | Roy Schuiten     | Scic    | a 9"  |
| 3    | Eulalio García   | Teka    | s.t.  |

| Pos. | Corridore        | Squadra | Tempo |
| ---- | ---------------- | ------- | ----- |
| 1    | Giuseppe Saronni | Scic    | 5'16" |
| 2    | Roy Schuiten     | Scic    | a 9"  |
| 3    | Eulalio García   | Teka    | s.t.  |

### 1ª tappa
- 6 settembre: Sitges > El Vendrell – 182,9 km[2]

Risultati
| Pos. | Corridore        | Squadra | Tempo    |
| ---- | ---------------- | ------- | -------- |
| 1    | Pere Vilardebó   | KAS     | 4h53'33" |
| 2    | Giuseppe Saronni | Scic    | s.t.     |
| 3    | Roy Schuiten     | Scic    | s.t.     |

| Pos. | Corridore        | Squadra | Tempo    |
| ---- | ---------------- | ------- | -------- |
| 1    | Giuseppe Saronni | Scic    | 4h58'49" |
| 2    | Roy Schuiten     | Scic    | a 9"     |
| 3    | Eulalio García   | Teka    | a 12"    |

### 2ª tappa, 1ª semitappa
- 7 settembre: El Vendrell > Barcellona – 80,1 km[3]

Risultati
| Pos. | Corridore         | Squadra    | Tempo    |
| ---- | ----------------- | ---------- | -------- |
| 1    | Ottavio Crepaldi  | Scic       | 2h07'44" |
| 2    | Isidro Juárez     | Manzaneque | a 17"    |
| 3    | Miguel María Lasa | Moliner    | a 18"    |

### 2ª tappa, 2ª semitappa
- 7 settembre: Premià de Dalt > La Garriga – 87,8 km[3]

Risultati
| Pos. | Corridore        | Squadra | Tempo    |
| ---- | ---------------- | ------- | -------- |
| 1    | Giuseppe Saronni | Scic    | 2h15'18" |
| 2    | Eulalio García   | Teka    | s.t.     |
| 3    | Lucian Van Impe  | KAS     | s.t.     |

| Pos. | Corridore         | Squadra | Tempo    |
| ---- | ----------------- | ------- | -------- |
| 1    | Eulalio García    | Teka    | 9h22'18" |
| 2    | Lucian Van Impe   | KAS     | a 4"     |
| 3    | Miguel María Lasa | Moliner | a 13"    |

### 3ª tappa
- 8 settembre: La Garriga > Manresa – 161,9 km[4]

Risultati
| Pos. | Corridore        | Squadra | Tempo    |
| ---- | ---------------- | ------- | -------- |
| 1    | José Cerrón      | Moliner | 4h34'15" |
| 2    | Juan F. Martín   | KAS     | a 1'39"  |
| 3    | Giuseppe Saronni | Scic    | s.t.     |

| Pos. | Corridore         | Squadra | Tempo     |
| ---- | ----------------- | ------- | --------- |
| 1    | Eulalio García    | Teka    | 14h08'14" |
| 2    | Lucian Van Impe   | KAS     | a 4"      |
| 3    | Miguel María Lasa | Moliner | a 13"     |

### 4ª tappa
- 9 settembre: Àger > Estany de Sant Maurici – 198,8 km[5]

Risultati
| Pos. | Corridore      | Squadra | Tempo    |
| ---- | -------------- | ------- | -------- |
| 1    | Josef Fuchs    | Scic    | 6h03'16" |
| 2    | Pere Vilardebó | KAS     | a 5'40"  |
| 3    | Ángel Arroyo   | Moliner | a 6'19"  |

| Pos. | Corridore      | Squadra       | Tempo     |
| ---- | -------------- | ------------- | --------- |
| 1    | Ángel Arroyo   | Moliner       | 20h19'17" |
| 2    | Vicente Belda  | Transmallorca | a 1'10"   |
| 3    | Pere Vilardebó | KAS           | a 2'15"   |

### 5ª tappa
- 10 settembre: La Pobla de Segur > Coll de Pal – 206,7 km[6]

Risultati
| Pos. | Corridore             | Squadra       | Tempo    |
| ---- | --------------------- | ------------- | -------- |
| 1    | Ricardo Zúñiga        | Manzaneque    | 6h59'43" |
| 2    | Pedro Torres          | Transmallorca | a 25"    |
| 3    | Didier Vanoverschelde | La Redoute    | a 2'29"  |

| Pos. | Corridore      | Squadra       | Tempo     |
| ---- | -------------- | ------------- | --------- |
| 1    | Vicente Belda  | Transmallorca | 27h24'24" |
| 2    | Pedro Torres   | Transmallorca | a 32"     |
| 3    | Pere Vilardebó | KAS           | a 1'04"   |

### 6ª tappa
- 11 settembre: Bagà > Alt del Mas Nou – 170,2 km[7]

Risultati
| Pos. | Corridore          | Squadra    | Tempo    |
| ---- | ------------------ | ---------- | -------- |
| 1    | Christian Jourdan  | La Redoute | 4h20'47" |
| 2    | Mariano Martínez   | La Redoute | a 7'23"  |
| 3    | Jesús Suárez Cueva | KAS        | a 8'13"  |

| Pos. | Corridore         | Squadra       | Tempo     |
| ---- | ----------------- | ------------- | --------- |
| 1    | Vicente Belda     | Transmallorca | 31h58'51" |
| 2    | Christian Jourdan | La Redoute    | a 18"     |
| 3    | Pedro Torres      | Transmallorca | a 1'01"   |

### 7ª tappa, 1ª semitappa
- 12 settembre: Castell-Platja d'Aro > Tossa de Mar – Cronometro individuale – 28,2 km[8]

Risultati
| Pos. | Corridore        | Squadra    | Tempo   |
| ---- | ---------------- | ---------- | ------- |
| 1    | Lucian Van Impe  | KAS        | 42'18"  |
| 2    | Pere Vilardebó   | KAS        | a 1'02" |
| 3    | Jesús Manzaneque | Manzaneque | a 1'34" |

### 7ª tappa, 2ª semitappa
- 12 settembre: Tossa de Mar > Sitges – 136,2 km[9]

Risultati
| Pos. | Corridore          | Squadra    | Tempo    |
| ---- | ------------------ | ---------- | -------- |
| 1    | Jesús Suárez Cueva | KAS        | 3h15'29" |
| 2    | Christian Jourdan  | La Redoute | s.t.     |
| 3    | Juan F. Martín     | KAS        | s.t.     |

| Pos. | Corridore         | Squadra       | Tempo     |
| ---- | ----------------- | ------------- | --------- |
| 1    | Vicente Belda     | Transmallorca | 35h58'45" |
| 2    | Pere Vilardebó    | KAS           | a 2"      |
| 3    | Christian Jourdan | La Redoute    | a 9"      |

## Classifiche finali

### Classifica generale
| Pos. | Corridore         | Squadra        | Tempo     |
| ---- | ----------------- | -------------- | --------- |
| 1    | Vicente Belda     | Transmallorca  | 35h58'45" |
| 2    | Pere Vilardebó    | KAS-Campagnolo | a 2"      |
| 3    | Christian Jourdan | La Redoute     | a 9"      |
| 4    | Pedro Torres      | Transmallorca  | a 1'01"   |
| 5    | Josef Fuchs       | Scic           | a 2'28"   |
| 6    | Lucien Van Impe   | KAS-Campagnolo | a 2'36"   |
| 7    | Jordi Fortià      | Novostil       | a 8'18"   |
| 8    | Ángel Arroyo      | Moliner        | a 9'13"   |
| 9    | Manuel Esparza    | Teka           | a 10'38"  |
| 10   | Ricardo Zúñiga    | Manzaneque     | a 11'50"  |

### Classifica a punti
| Pos. | Corridore          | Squadra        | Punti |
| ---- | ------------------ | -------------- | ----- |
| 1    | Pere Vilardebó     | KAS-Campagnolo | 36,5  |
| 2    | Lucien Van Impe    | KAS-Campagnolo | 28,5  |
| 3    | Jesús Suárez Cueva | KAS-Campagnolo | 26,5  |

### Classifica scalatori
| Pos. | Corridore      | Squadra       | Punti |
| ---- | -------------- | ------------- | ----- |
| 1    | Manuel Esparza | Teka          | 41    |
| 2    | Ricardo Zúñiga | Manzaneque    | 38    |
| 3    | Pedro Torres   | Transmallorca | 29    |

### Classifica sprint
| Pos. | Corridore             | Squadra    | Punti |
| ---- | --------------------- | ---------- | ----- |
| 1    | Christian Muselet     | La Redoute | 40    |
| 2    | Christian Jourdan     | La Redoute | 19    |
| 3    | Didier Vanoverschelde | La Redoute | 17    |

### Classifica squadre
| Pos. | Squadra               | Tempo      |
| ---- | --------------------- | ---------- |
| 1    | KAS-Campagnolo        | 107h52'16" |
| 2    | La Redoute-Motobécane | a 12'37"   |
| 3    | Transmallorca-Flavia  | a 30'05"   |